# Saint-Jean-de-Thurigneux
Saint-Jean-de-Thurigneux är en kommun i departementet Ain i regionen Auvergne-Rhône-Alpes i östra Frankrike. Kommunen ligger  i kantonen Reyrieux som ligger i arrondissementet Bourg-en-Bresse. Kommunens areal är 16 km². År 2022 hade Saint-Jean-de-Thurigneux 850 invånare.

## Befolkningsutveckling
Antalet invånare i kommunen Saint-Jean-de-Thurigneux
Referens: INSEE